# Jerlín
Jerlín (Sophora) je rod rostlin patřící do čeledi bobovité (Fabaceae). Jerlíny jsou dřeviny i byliny se zpeřenými listy a bílými, žlutými nebo purpurovými motýlovitými květy. Vyskytují se v počtu asi 80 druhů zejména v Asii, méně v Jižní Americe a na Novém Zélandu. Jerlín japonský je v ČR často vysazován jako pouliční a okrasná dřevina. Vzácněji se pěstují i jiné druhy.
Různé druhy rodu Sophora byly rozčleněny do několika jiných rodů, a to včetně známého jerlínu japonského, který se ocitl v rodu Styphnolobium.

## Popis
Zástupci rodu jerlín jsou opadavé nebo stálezelené stromy, keře, polokeře i vytrvalé byliny se střídavými lichozpeřenými listy. Jednotlivé lístky jsou četné a celokrajné. Květy jsou uspořádané v úžlabních nebo vrcholových hroznech. Kalich je zvonkovitý až pohárkovitý, zakončený 5 zuby. Koruna je bílá, žlutá nebo purpurová a má klasickou stavbu obvyklou u bobovitých. Tyčinek je 10, na bázi jsou volné nebo srostlé. Semeník obsahuje několik až mnoho vajíček. Lusky jsou kožovité až dužnaté, válcovité, povětšině zaškrcované, někdy křídlaté, nepukavé a obsahují 1 až mnoho semen.

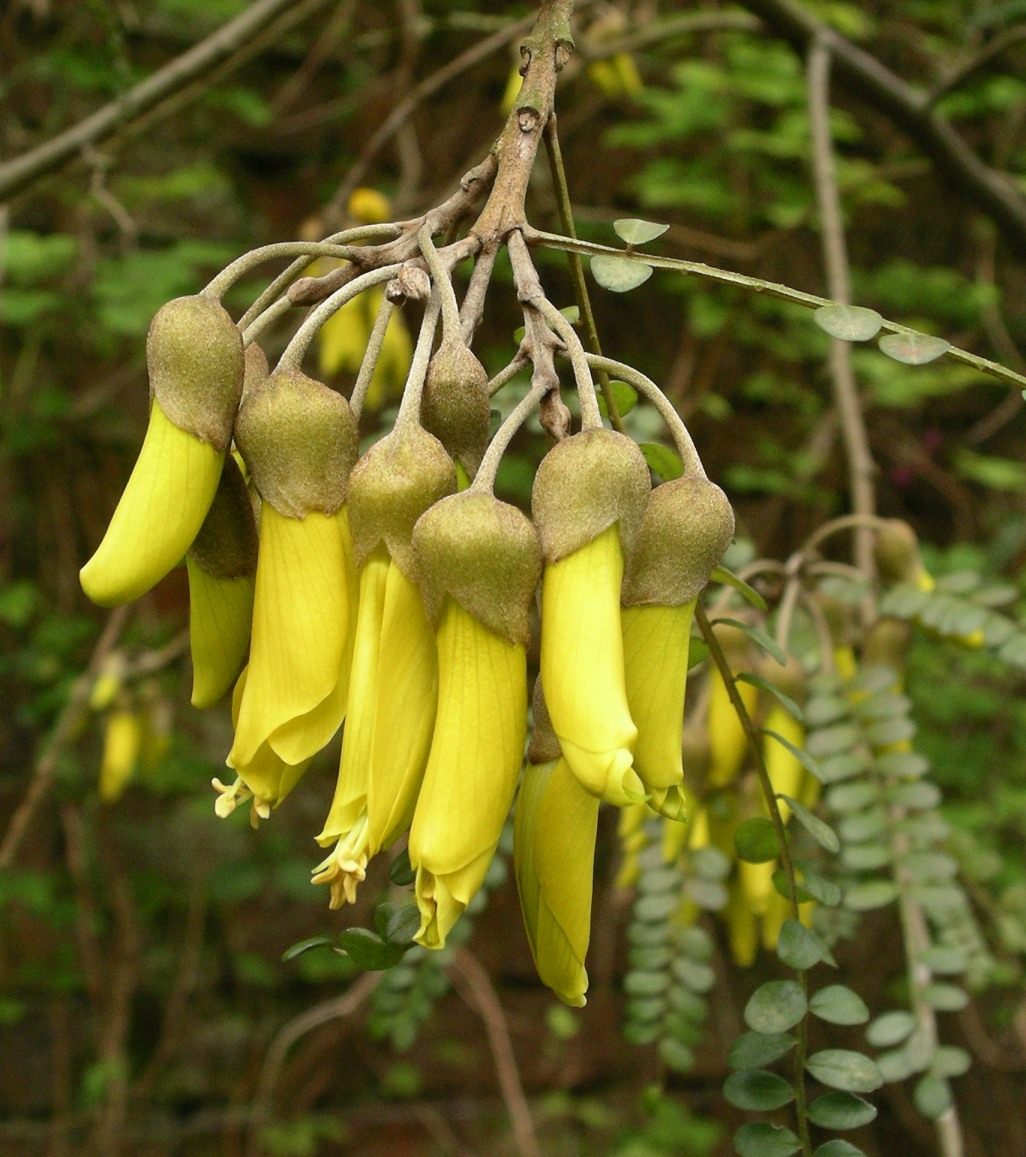
Květenství jerlínu Sophora tetraptera
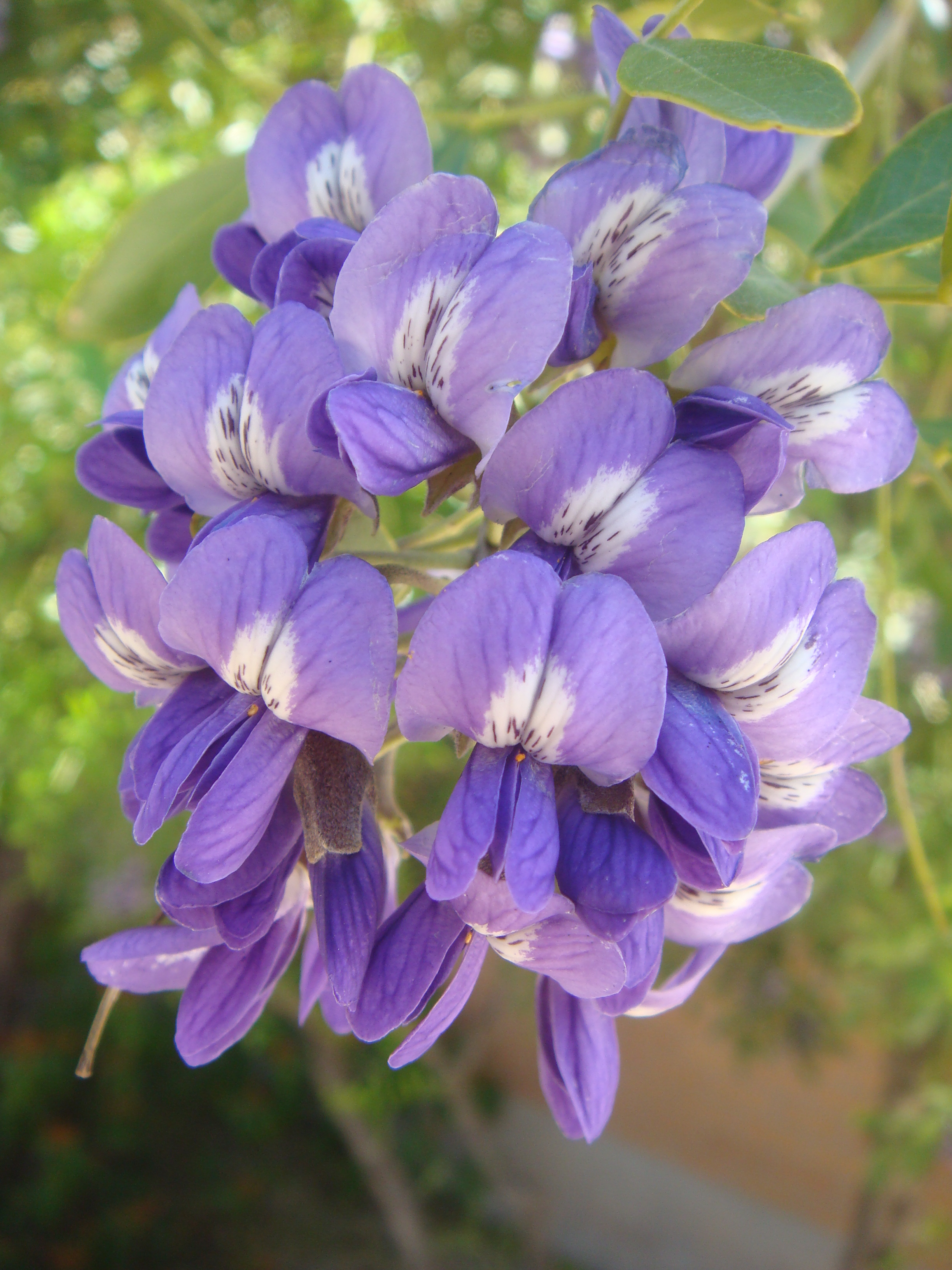
Květenství jerlínu Sophora secundiflora (syn. Dermatophyllum speciosum)
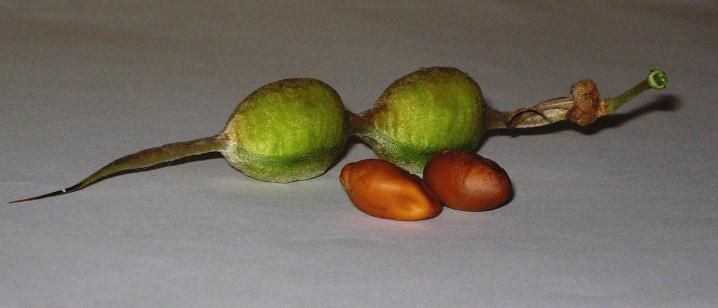
Lusk a semena jerlínu Sophora macrocarpa
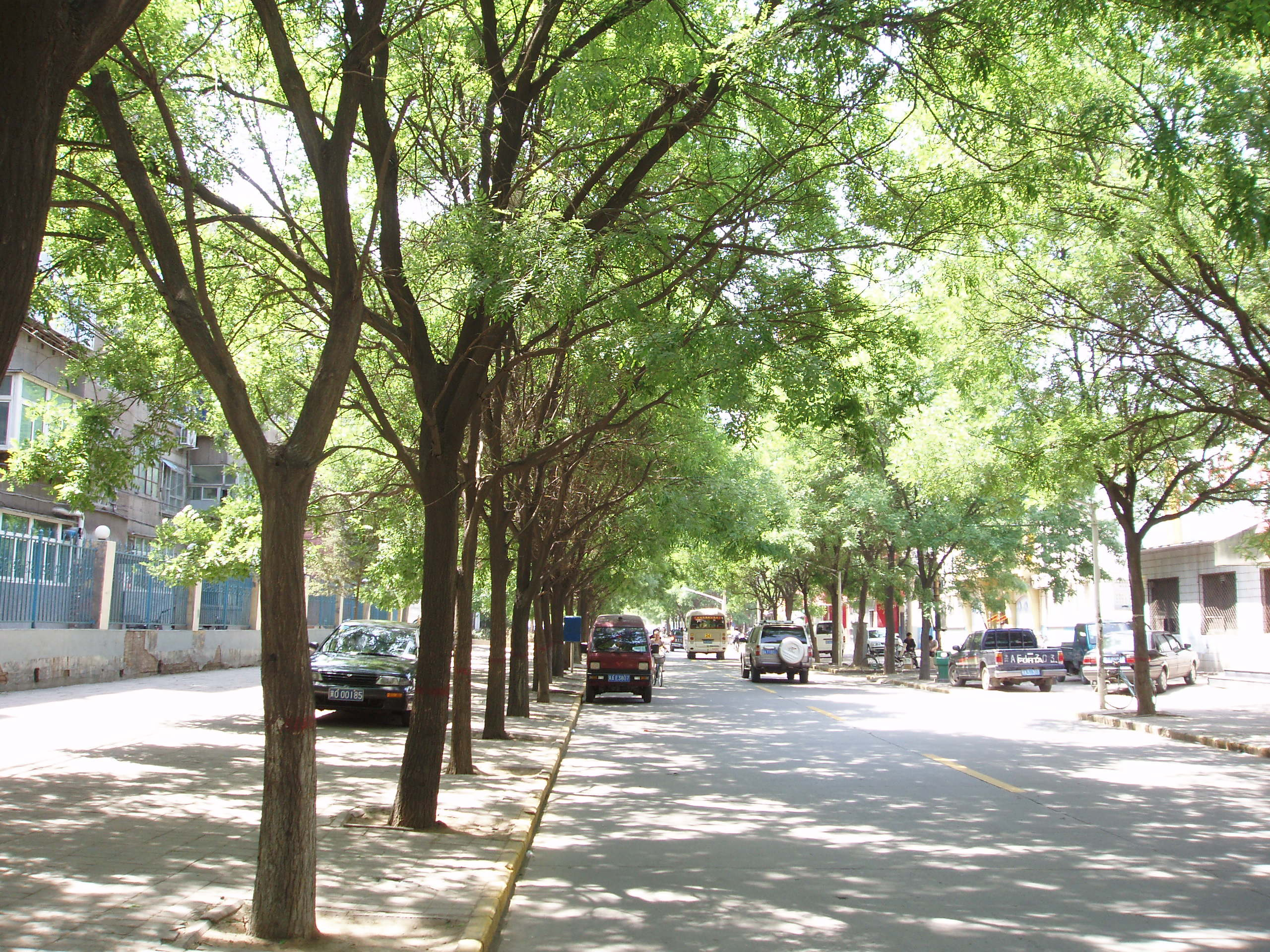
Alej jerlínu japonského

## Rozšíření
Rod jerlín zahrnuje (v tradičním pojetí) asi 70 až 80 druhů. Je rozšířen zejména v Asii, dále na Novém Zélandu a v Jižní Americe. V evropské květeně je zastoupen 2 druhy, rozšířenými na východě a jihovýchodě kontinentu: Sophora jaubertii roste v Rumunsku, Turecku a na Krymu, Sophora alopecuroides na Krymu a v jižním Rusku. V ČR není žádný druh ve volné přírodě zastoupen a pěstovaný jerlín japonský nezplaňuje, neboť semena v našich podmínkách nedozrávají.

## Taxonomie
Molekulární výzkumy ukazují, že rod Sophora není monofyletický. Některé druhy, mezi nimi i jerlín japonský, byly přeřazeny do rodu Styphnolobium, jiné např. do rodů Aganope, Dermatophyllum nebo Calia. Ucelená studie však zatím chybí.

## Zástupci
- jerlín japonský (Sophora japonica, syn. Styphnolobium japonicum)
- jerlín toromiro (Sophora toromiro)
- jerlín junanský (Sophora yunnanensis)
- jerlín maloplodý (Sophora microcarpa)
- jerlín vikvolistý (Sophora davidii)
- jerlín žlutavý (Sophora flavescens)

## Význam
Jerlín japonský je v České republice často vysazován ve městech jako pouliční zeleň. Kultivar 'Pendula' má převislé větve a pomalý růst a je vysazován i v menších úpravách. Některé další druhy lze nalézt spíše ve sbírkách botanických zahrad a arboret: jerlín vikvolistý a dále druhy Sophora tomentosa, S. prostrata a S. microphylla.

## Pěstování
Jerlíny jsou teplomilné dřeviny, kterým se daří ve vlhké humózní půdě. Množí se jarním výsevem semen, která je třeba nechat předem nabobtnat. U nás však většinou semena nedozrávají. Jerlín vikvolistý lze množit zelenými červencovými řízky. Kultivary se roubují na podnož jerlínu japonského.